# Statue de la Paix
La Statue de la Paix (coréen : 평화의 소녀상, Pyeonghwaui sonyeosang), aussi souvent appelée Sonyeosang (« Statue de Fille ») en coréen ou Statue de Femme de réconfort (慰安婦像, Ianfu-zō) au Japon, est un symbole des victimes de l'esclavage sexuel, connues sous le noms de « femmes de réconfort », par l'empire du Japon durant la Seconde Guerre mondiale. Elle est érigée pour demander des excuses et comme mémorial.

## Histoire

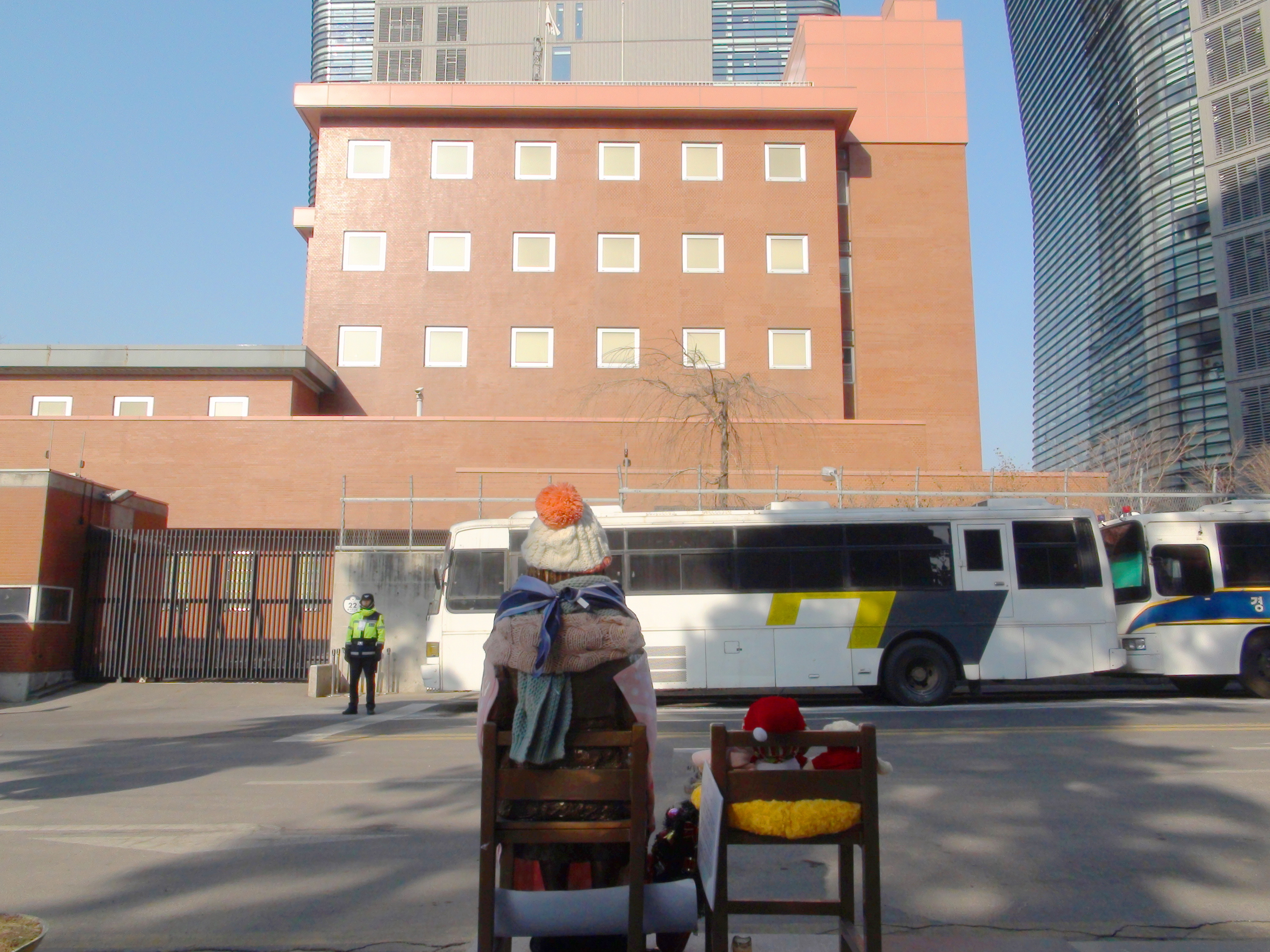
La Statue de la Paix vue de derrière, face à l'ambassade du Japon à Séoul.

La manifestation du mercredi est organisée depuis 1992, et presque 20 ans plus tard, l'idée de la Statue de la Paix est proposée par le Conseil coréen pour les femmes enrôlées dans l'esclavage sexuel militaire par le Japon. Plus précisément, le conseil propose qu'une pierre commémorative soit érigée devant l'ambassade du Japon en Corée du Sud pour commémorer la douleur des femmes de confort victimes de l'esclavage sexuel par l'armée impériale japonaise. Cette proposition est réalisée le 14 décembre 2011, en 1.000e édition des manifestations du mercredi des femmes de réconfort. lorsque la statue en bronze est installée devant l'ambassade. Yeongjong Kim, maire de l'arrondissement de Jongno-gu, fournit des idées de conception et des œuvres d'art ayant la forme d'une fille au lieu d'une pierre commémorative. La Statue de la paix est construite par le couple Unseong Kim et Seogyeong Kim. Elle représente une jeune fille habillée d'un chima jeogori (en) (une forme modifiée du hanbok de la fin du 19e et du début du 20e siècle), avec de petites mains et des cheveux courts, assise et regardant l'ambassade du Japon dans le centre de Séoul.
Le Japon a exigé à plusieurs reprises que la statue soit enlevée, mais Séoul et surtout les victimes ont constamment rejeté ces demandes, car le gouvernement japonais n'a jamais officiellement admis la participation directe de l'armée en ce qui concerne le problème des femmes de réconfort.

## Autres statues inspirées par la statue de la Paix
La question des femmes de confort et de la Statue de la paix a inspiré d'autres statues de ce genre à Séoul et dans les villes du monde entier où existe une communauté coréenne,.

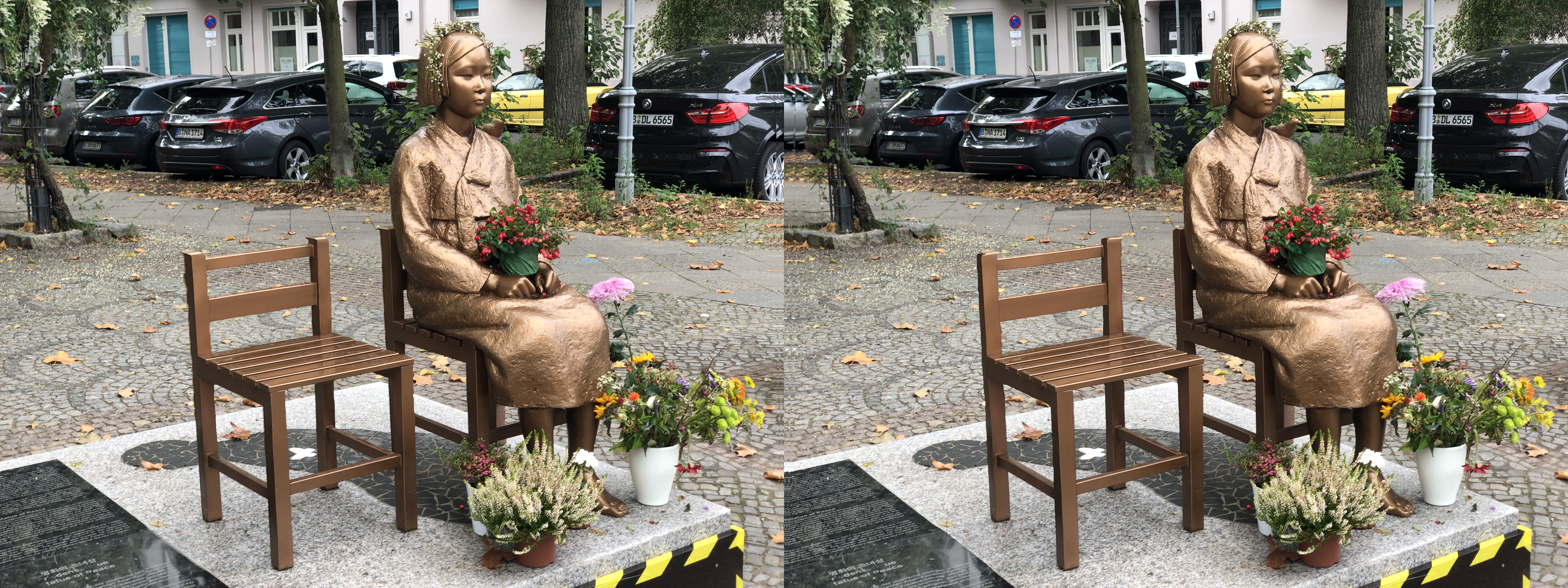
Berlin-Moabit (3D)

En mai 2012, des représentants de l'arrondissement de Palisades Park dans le New Jersey rejettent les demandes de deux délégations diplomatiques du Japon de retirer un petit monument d'un parc public, une plaque en laiton sur un bloc de pierre, installée en 2010 à la mémoire des femmes de réconfort, des dizaines de milliers de femmes et de filles, dont de nombreuses Coréennes, qui ont été enrôlées dans un système d'esclavage sexuel de par l'armée japonaise durant la Seconde Guerre mondiale,. Quelques jours plus tard, une délégation sud-coréenne approuve la décision de l'arrondissement. Cependant, dans une autre ville proche, divers groupes américano-coréens américains ne peuvent parvenir à un consensus sur la conception et le libellé d'un tel monument au début du mois d'avril 2013,. En octobre 2012, un mémorial similaire est annoncé à proximité de Hackensack, pour être installé derrière la Cour du comté de Bergen (en), aux côtés de monuments commémoratifs de l'Holocaust, de la Grande Famine en Irlande, et du Génocide arménien, et est dévoilé en mars 2013,. Une excuse et une compensation monétaire d'environ 8 millions $ par le Japon à la Corée du Sud en décembre 2015 pour ces transgressions n'ont pas eu beaucoup d'effets dans le comté de Bergen, où le premier monument américain de respect aux femmes de réconfort a été érigé.

## Incident diplomatique avec le Japon
En décembre 2015, le Japon déclare qu'il ne paierait pas un milliard de yens à titre de compensation, à moins que la statue ne soit retirée de son emplacement devant l'ambassade de Japon à Séoul. Un accord est trouvé en 2015. Au début de l'année 2017, une deuxième statue est érigée à Busan. Le Japon rappelle alors deux diplomates de Corée du Sud et arrête des négociations de haut niveau.